# Leoberto Leal
Leoberto Laus Leal (Tijucas, 4 de julho de 1912 — São José dos Pinhais, 16 de junho de 1958) foi um advogado e político brasileiro.

## Vida
Filho de Miguel da Silva Leal e de Isaura Laus, bacharelou-se em direito pela Universidade do Rio de Janeiro, em 1936.

## Carreira
Foi deputado à Câmara dos Deputados por Santa Catarina na 39ª legislatura (1951 — 1955) e na 40ª legislatura (1955 — 1959), eleito pelo Partido Social Democrático (PSD).
Faleceu em um acidente aéreo, no qual também faleceram o ex-presidente da república Nereu Ramos e o governador Jorge Lacerda, ambos catarinenses.